# Appie Mussa
Abdulahi Mussa Ali, detto Appie Mussa, noto anche con lo pseudonimo di Apson ('s-Hertogenbosch, 15 novembre 1998), è un attore, musicista e tiktoker somalo naturalizzato olandese.

## Biografia
Mussa è nato nella città olandese di 's-Hertogenbosch nel 1998 da genitori somali, è cresciuto ad Eindhoven e dopo il diploma si è spostato a Birmingham, tornando in Olanda nel 2018.
Suo fratello Rarri Jackson ha intrapreso una carriera nel panorama rap formando il gruppo musicale ANBU nel 2017.

### Carriera
Dal 2019 Mussa ha iniziato a postare alcuni sketch comici e quasi assurdi su Instagram e TikTok, che a volte parlano di tematiche serie come il razzismo.
Col tempo ha guadagnato una vasta community, entrando nella Top 25 dei TikToker olandesi.
Dal 2021 al 2022 è uno dei protagonisti nella serie olandese Herres, ma ha fatto anche alcune apparizioni nella serie Vakkenvullers e in una pubblicità per la compagnia Randstand intitolata Another Way to Apps; nel 2024 ha partecipato al programma Hunted: Into the Wild VIPS, ma è stato costretto al ritiro durante le semifinali a cause di un infortunio al ginocchio.
Sempre nel 2021 ha collaborato assieme a Joost Klein e altri musicisti olandesi alle canzoni Sexy Song e Go, Acid!, quest'ultima entrata nell'Ultratop 50 fiamminga.
Ha condotto inoltre i FunX Music Awards, presentando la categoria "miglior artista" e "secondo classificato".
Nel 2024 è comparso nel videoclip della canzone Europapa di Joost Klein, è stato anche presente all'esibizione della canzone all'Eurovision 2024 − durante le varie esibizioni può essere visto vestito da uccello blu (chiamato appunto Apson Bird),  apparirà anche nel videoclip di Luchtballon (1999), sotto forma di un avatar animato di se stesso.
Nello stesso anno ha pubblicato con Joost Klein il singolo Fußball (World Cup 1998) in occasione del campionato europeo di calcio 2024.
È stato scritturato per una serie in arrivo nel 2025, Straatcoachers vs Aliens.

## Filmografia

### Televisione
- Vakkenvullers - serie TV, 39 episodi (2018-2021)
- Herres - serie TV, 24 episodi (2018-2021)
- Zapp Detective - serie TV, episodio 7x05 (2023)

### Programmi televisivi
- Hunted: Into the Wild VIPS  - (NPO 1, 2024) concorrente

## Discografia

### Singoli
- 2021 – Sexy Song (con Joost Klein & Brunzyn)
- 2021 – Go, Acid! (con Joost Klein & Acid)
- 2024 – Fußball (World Cup 1998) (con Joost Klein)

## Premi
The Best Social Awards
- 2022 – Candidatura al miglior tiktokker